# Bugatti Tipo 68
La Tipo 68 è una piccola autovettura prodotta tra il 1942 e il 1945 dalla Casa automobilistica francese Bugatti.

## Profilo
La Tipo 68 fu l'unica vettura progettata e realizzata durante la Seconda guerra mondiale. È stata la prima e unica micro-car marchiata Bugatti. Su uno chassis di dimensioni ridotte, infatti, la Tipo 68 montava un piccolo gioiello di ingegneria, consistente in un motore a 4 cilindri da appena 318 cm³ sovralimentato tramite compressore volumetrico. La distribuzione era affidata a due assi a camme in testa con 4 valvole per cilindro. Insomma, della city-car questo motore aveva solo la cilindrata, mentre il resto era all'epoca (ma per molti versi anche oggigiorno) appannaggio di vetture di classe molto più alta. Le dimensioni, invece erano tipiche di una vettura di classe media di allora, con i suoi 3.82 metri di lunghezza. La carrozzeria, piuttosto snob, era quella di una piccola spider, anche se in seguito Ettore Bugatti avrebbe realizzato degli schizzi di una Tipo 68 con carrozzeria ispirata a quella della Tipo 57 Atlantic.
Nel 1945 poi, fu realizzato un propulsore differente, da 370 cm³, sempre sovralimentato da compressore volumetrico, ma con distribuzione a due valvole per cilindro, altro piccolo capolavoro di meccanica.
Un terzo motore, siglato 68/C, era ancora più rivoluzionario quattro cilindri montati su due alberi motore paralleli alle estremità dei quali erano calettate le due giranti del compressore a lobi, una testata rotante con una sola luce di aspirazione e una di scarico, entrambe senza valvole e una sola candela, La testata rotante generava la successione delle fasi di aspirazione, compressione, accensione/scoppio e scarico, il compressore aveva volume quadruplo rispetto alla cilindrata del motore. Su questo schema nel 1946 Roland Bugatti registrò il brevetto N° 632723, esiste tuttora un motore prototipo tipo 68/E che differisce dal 68/C per avere un sistema di raffreddamento a liquido anziché ad aria.
Un peccato, quindi, che la Tipo 68 fosse rimasta allo stadio di prototipo, poiché avrebbe avuto molto da insegnare come potenziale utilitaria.